# Bibelsonntag
Der Bibelsonntag wird in Deutschland am letzten Sonntag im Januar in evangelischen, katholischen, orthodoxen und freikirchlichen Kirchengemeinden gefeiert. Er erinnert – bei allen konfessionellen Unterschieden – an das Gemeinsame und Verbindende aller Christen: die Bibel als Grundlage des christlichen Glaubens. Meist ist er Auftakt oder Abschluss einer Bibelwoche, in der Christen unterschiedlicher Konfessionen an mehreren Abenden gemeinsam biblische Texte lesen und besprechen.

## Deutsche Bibelgesellschaft / Katholisches Bibelwerk
Ausgehend von einer Initiative der Arbeitsgemeinschaft Christlicher Kirchen Baden-Württemberg wurde 1976 der erste gemeinsame Bibelsonntag gefeiert. Seit 1982 findet er in Deutschland regelmäßig statt. Die (evangelische) Deutsche Bibelgesellschaft und das Katholische Bibelwerk bereiten Vorbereitungsmaterial für Gottesdienste vor. In einer Kollekte wird Geld für Bibelprojekte in aller Welt (die von der Weltbibelhilfe und der Katholischen Bibelföderation betreut werden) gesammelt, um so in ärmeren Ländern Menschen den Erwerb von Bibeln zu ermöglichen und die Bibelarbeit vor Ort zu unterstützen.
In der Schweiz riefen das Schweizerische Katholische Bibelwerk und die Schweizerische Bibelgesellschaft seit 1991 ebenfalls zu einem ökumenischen Bibelsonntag im November auf. Wegen mangelnder Unterstützung in den Landeskirchen und Bistümern und mangelnder Resonanz in den Gemeinden wurde das Projekt 2011 beendet.
Der Bibelsonntag wird seit 2011 von der Schweizerischen Bibelgesellschaft alleine weitergeführt. Das Ziel des jährlichen Bibelsonntags ist, die Bibel auch in der Kirchgemeinde ins Zentrum zu rücken. Die Schweizerische Bibelgesellschaft stellt Unterlagen für Gottesdienste zu einem bestimmten biblischen Thema zur Verfügung. Mithilfe der Bibelsonntagskollekte werden die Inland-Projekte der Schweizerischen Bibelgesellschaft unterstützt. Der Bibelsonntag ist für alle Kirchen und Kirchgemeinden gedacht. Er wird in den Reformierten Kirchen Bern-Jura-Solothurn traditionsgemäss am letzten Sonntag im August gefeiert. Dort gehört er zu den obligatorischen, vom Synodalrat bestimmten, gesamtkirchlichen Kollekten für die Schweizerische Bibelgesellschaft.

## Römisch-katholische Kirche
In der römisch-katholischen Kirche wird der dritte Sonntag im Jahreskreis als Sonntag des Wortes Gottes (auch: Wort-Gottes-Sonntag) begangen, erstmals am 26. Januar 2020.
Papst Franziskus führte in seinem am 30. September 2019 veröffentlichten Apostolischen Schreiben „Aperuit illis“ diesen Sonntag als Themensonntag in der ganzen Kirche in das Kirchenjahr ein. Er soll „der Feier, der Betrachtung und der Verbreitung des Wortes Gottes gewidmet sein.“ Der Gedenktag wurde in die Nähe zur „Woche der Einheit der Christen“ gelegt und liegt ebenfalls in der Nähe des „Tags des Judentums“, der in der katholischen Kirche in Italien, Österreich, Polen und den Niederlanden begangen wird. Der Papst bezieht sich auf die Dogmatische Konstitution  Dei verbum über die göttliche Offenbarung des Zweiten Vatikanischen Konzils und betont, dass dieser Sonntag ausdrücklich „so ganz passend in den Zeitabschnitt des Jahres [fällt], in dem wir unsere Beziehungen zu den Juden zu festigen und für die Einheit der Christen zu beten eingeladen sind. Es handelt sich dabei nicht um ein bloß zeitliches Zusammentreffen: Die Feier des Sonntags des Wortes Gottes ist von ökumenischer Bedeutung, denn die Heilige Schrift zeigt denen, die auf sie hören, den Weg, der beschritten werden muss, um zu einer authentischen und soliden Einheit zu gelangen.“ Der Papst weist auf die Bedeutung der Homilie als Auslegung des Wortes Gottes in der heiligen Messe besonders hin. Ein Element einer gottesdienstlichen Feier am Wort-Gottes-Sonntag kann eine besondere Verehrung („Inthronisation“) des Lektionars sein, das beim Einzug mitgeführt und feierlich auf den Ambo gelegt wird.